# Crisis surcoreana de 2008
La crisis surcoreana de 2008 es una serie de eventos que llevaron a la dimisión del presidente Han Seung-soo y todo su gabinete el 10 de junio de 2008.
Multitudinarias protestas callejeras que comenzaron el 2 de mayo de 2008, sobre todo en Seúl, reunieron miles de personas que se oponían a la importación de vacas desde Estados Unidos, por el miedo público a que los animales pudiesen estar infectados con la enfermedad de las vacas locas.
La crisis comenzó en debido a la condición apertura del mercado bovino, que había estado vetada desde 2003, exigida por Estados Unidos como condición para un Tratado de libre comercio. 